# Hot Pursuit
Hot Pursuit (Dos locas en fuga en Hispanoamérica y Pisándonos los tacones en España) es una película dirigida por Anne Fletcher y escrita por David Feeney y John Quaintance. Es protagonizada por Reese Witherspoon y Sofía Vergara. La película, que inicialmente se iba a titular Don't Mess with Texas, se estrenó el 8 de mayo de 2015 por Warner Bros.

## Argumento
Una mujer policía tensa que sigue las normas al pie de la letra, recién graduada de la academia, en su primera misión es enviada para escoltar a un testigo protegido.
Llega a un rancho al costado de la carretera, para buscar al testigo y llevarlo a declarar ante el juez, intenta proteger a la sexy y extrovertida viuda de un narcotraficante mientras huyen a través de Texas perseguidas por policías corruptos y pistoleros asesinos, porque su esposo podría testificar en el juicio contra un traficante.
En la casa se inicia una balacera entre dos diferentes grupos armados contratados para matarlo, entonces él muere cuando dos grupos de hombres armados ingresan misteriosamente a su casa y disparan en su contra, en una situación muy confusa que oculta la participación de algunos policías corruptos, también contratados para matarlo a él y su esposa.
La viuda logra escapar con la ayuda de la mujer policía, llegan a un estacionamiento de camiones al costado de la carretera y unos policías van a buscarlas, pero descubren que esos policías también están relacionados con las bandas de asesinos por un tatuaje en su muñeca, se disfrazan y ocultan para evitar ser encontradas por los grupos armados con máscaras que entraron en su casa, relacionados con traficantes y policías, y luego unos policías corruptos las persiguen, para evitar que ahora la viuda pueda testificar contra el narcotraficante.

## Elenco
| Actor                 | Personaje                 |
| --------------------- | ------------------------- |
| Reese Witherspoon     | Oficial Rose Cooper       |
| Sofía Vergara         | Daniella Riva             |
| Robert Kazinsky       | Randy                     |
| John Carroll Lynch    | Capitán Emmett            |
| Joaquín Cosío         | Vicente Cortez            |
| Vincent Laresca       | Felipe Riva               |
| Jim Gaffigan          | Red                       |
| Michael Mosley        | Det. Nixon                |
| Matthew Del Negro     | Det. Hauser               |
| Richard T. Jones      | Diputado Marshal Jackson  |
| Evaluna Montaner      | Teresa Cortez             |
| Mike Birbiglia        | Steve                     |
| Michael Ray Escamilla | Ángel                     |
| Benny Nieves          | Jesús                     |
| David Jensen          | Wayne                     |
| Harley Graham         | Rose Cooper (adolescente) |

## Producción

### Filmación
El rodaje de la película comenzó el 12 de mayo de 2014 en Nueva Orleans, Luisiana. En la segunda semana de filmación, Witherspoon fue vista durante la filmación que tuvo lugar en Ponchatoula, Los Ángeles.